# Calleja de las Flores (Córdoba)
La calleja de las Flores es una de las calles más populares y turísticas de Córdoba, España. Situada como una bocacalle de la calle de Velázquez Bosco, es una calle ciega, estrecha y peatonal que desemboca en una plaza. Forma parte del centro histórico de Córdoba que fue declarado Patrimonio de la Humanidad por la Unesco en 1994. Fue elegida como la calle más bonita de España por la revista Tredencias en 2018y de las más bonitas del mundo por la revista Condé Nast Traveler en 2024.

## Historia
La plaza era en realidad un antiguo patio de vecinos típico cordobés, que con el devenir de los años se fue transformando en calle. La primera vez que se colocaron macetas fue gracias la madre de Rafaela Tena, Felisa, en septiembre de 1939, quien provenía de La Carlota y se instaló en el número 2 de la entonces llamada calle de los Jazmines. Felisa se trasladó con centenares de macetas y, a falta de espacio en su terraza, decidió colocar el resto en la misma calle. Este hecho sorprendió Rafael Bernier Soldevilla, su vecino y aparejador del Ayuntamiento, quien la imitó.
Su aspecto actual se debe al interés por parte del alcalde Alfonso Cruz-Conde en embellecer determinados sitios de Córdoba, entre los que se encontraba la calleja de las Flores, aunque sería su hermano Antonio Cruz-Conde, el que se encargaría de la ejecución al alcanzar también la alcaldía. El proyecto de remodelación fue diseñado a mediados de los años 1950 por el arquitecto Víctor Escribano Ucelay, quien llevó a cabo su ornamentación con la construcción de los arquillos que hoy la contemplan, la transformación del antiguo pavimento de losas de cemento por los típicos cantos rodados, el emplazamiento de un capitel califal en la esquina al comienzo de la calleja y se ordenó que se decorara con macetas floridas. Además, se preveía la construcción de una fuente de mármol, pero Enrique Romero de Torres, impulsor de la idea, disentía de que el material fue el más propicio para el entorno, por lo que fue Rafael Bernier Soldevilla, vecino de la misma calle y profesor de la escuela de artes, el que realizaría la actual fuente octogonal integrando restos arqueológicos como una columna romana en el año 1960.
Desde entonces, la calleja de las Flores se ha convertido en un icono fotográfico de la ciudad siendo cientos los turistas que diariamente retratan la imagen de la torre de la Mezquita desde la pequeña plaza terminal de la calleja de las Flores. 